# أنتوني سيمونز (كاتب)
أنتوني سيمونز (بالإنجليزية: Anthony Simmons)‏ (16 ديسمبر 1922 في المملكة المتحدة - 22 يناير 2016)؛ كاتب سيناريو، منتج أفلام، مخرج أفلام وروائي بريطاني. درس في كلية لندن للاقتصاد.

## روابط خارجية
- أنتوني سيمونز على موقع IMDb (الإنجليزية)
- أنتوني سيمونز على موقع ألو سيني (الفرنسية)
- أنتوني سيمونز على موقع أول موفي (الإنجليزية)
- أنتوني سيمونز على موقع قاعدة بيانات الأفلام السويدية (السويدية)
- أنتوني سيمونز على موقع قاعدة بيانات الفيلم (الإنجليزية)
- أنتوني سيمونز على موقع كينوبويسك (الروسية)
- أنتوني سيمونز على موقع كينوبويسك (الروسية)